# 下野タイムス
下野タイムス（しもつけタイムス）とは、社団法人日本地方新聞協会・社団法人栃木県報道協会加盟紙で株式会社下野タイムス社が栃木県鹿沼市で発行する新聞である。ホームページ上では栃木県知事、国会議員、栃木県議会議員、栃木県内の市長、町長、村長や市町村議員のことが主に書かれている。また掲示板や政治関係のリンクがある。メールマガジン発行や県内の議会や会議の動画も配信している。
なお下野新聞とは別組織。

## 本社
- 〒322-0532 栃木県鹿沼市藤江町1449